# Schara
Schara je priimek več znanih Slovencev:
- Hubert Schara (1938 - 1990?, izginil v Bohinju), arhivist, ljubiteljski slikar, pesnik, glasbenik, skladatelj
- Ludvik Schara (1907 - 1993), slikar akvarelist v Ljubljani
- Milan (Valter) Schara (1934 - 2022), kemik, biofizik, univ. prof.
- Rok Schara, zdravnik stomatolog, doc. MF
- Tomaž Schara, matematik, zdravstveni menedžer, strokovnjak za zdravstveni sistem